# Ajurweda
Ten artykuł opisuje teorie, metody lub czynności niezgodne ze współczesną wiedzą medyczną.

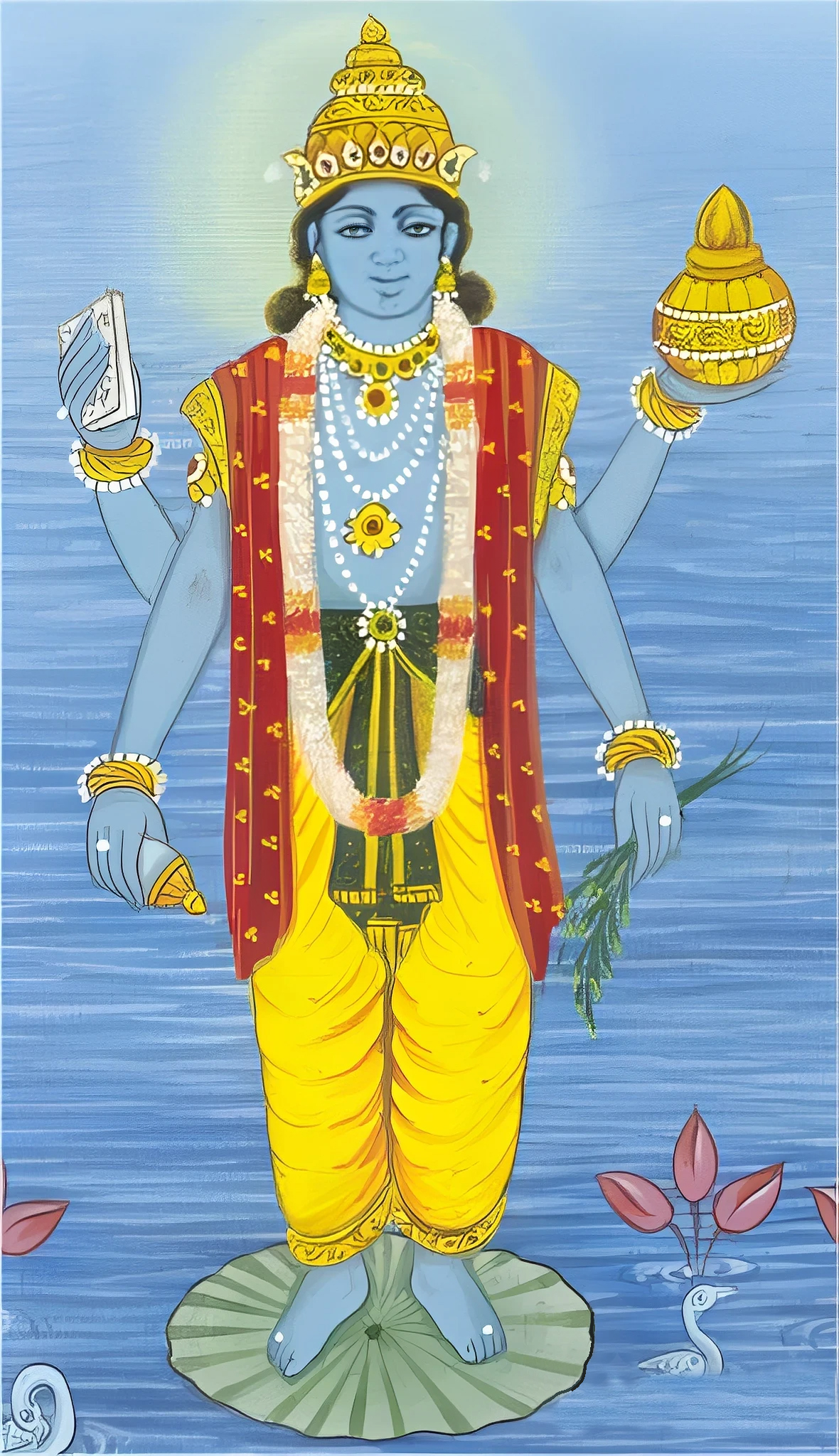
Dhanwantari – patron Ajurwedy

Ajurweda (dewanagari: आयुर्वेद, ang. Ayurveda) – tradycyjna medycyna indyjska, zapoczątkowana w XII wieku p.n.e.. Jej obecna forma ukształtowała się między V wiekiem p.n.e. a V wiekiem n.e.. Termin „ajurweda” jest połączeniem słów „ajuh" (sanskr. आयु āyuh) – „życie” oraz „weda” (dewanagari वेद) – „wiedza o życiu” lub „przebieg życia”. Ajurweda zajmuje się zdrowiem fizycznym, psychicznym i duchowym oraz jest jednym z niewielu systemów medycyny tradycyjnej, które wykorzystują chirurgię.
System ajurwedy jest przez medycynę konwencjonalną (zachodnią) uznawany za medycynę komplementarną lub pseudonaukę, w związku z łączeniem zjawisk empirycznych z koncepcjami metafizycznymi. Niektórzy badacze określają ją jako system protonaukowy lub pozanaukowy.

## Medycyna alternatywna
Eksperymenty laboratoryjne sugerują, że niektóre substancje używane w ajurwedzie mogą zostać wykorzystane w opracowaniu skutecznych leków. Nie ma jednak dostatecznych dowodów na ich skuteczność w obecnie stosowanych terapiach medycznych. Badania organizacji Cancer Research UK nie znalazły żadnego dowodu, który wykazałby efektywność ajurwedy w leczeniu chorób nowotworowych lub jakichkolwiek innych schorzeń. A nawet ta organizacja ostrzega przed niektórymi produktami powiązanymi z ajurwedą, które zawierają niebezpieczne i niedozwolone substancje oraz wskazuje na ryzyko związane z ograniczoną kontrolą jakości ajurwedyjskich specyfików. Z badań przeprowadzonych w 2008 roku na temat sprzedaży leków przez Internet wynika, że około 21% wyprodukowanych w USA i Indiach opatentowanych wyrobów medycznych związanych z ajurwedą zawierało niebezpieczną ilość metali ciężkich, takich jak ołów, rtęć i arsen.

## Historia
Pierwszymi znanymi lekarzami praktykującymi ajuwerdę byli Ćaraka i Suszruta. Są oni autorami podręczników Ćarakasanhita oraz Suszrutasanhita napisanych w VII w. p.n.e. Ćaraka specjalizował się w medycynie chorób wewnętrznych, a Suszruta jako chirurg wierzył, że ajurweda pozwala uzyskać natychmiastowe rezultaty jako najlepsza metoda leczenia.
W obrębie ajurwedy opracowano osiem specjalizacji:
- choroby wewnętrzne
- chirurgia ogólna
- leczenie chorób głowy i szyi
- pediatria
- toksykologia
- nauka o afrodyzjakach
- nauka o odmładzaniu
- psychiatria (w tym leczenie chorób wywołanych przez złe duchy)

## Teoria

### Koncepcja pięciu żywiołów (panća mahabhuta)
Według ajurwedy wszystko składa się z pięciu żywiołów, zwanych bhut („panća mahabhutas”). Wyróżnia ona: eter (akaśa), powietrze (waju), ogień (agni), wodę (dźala) i ziemię (prythwi). Żywioły znajdują się we wszystkich elementach świata i przejawiają się nie tylko na różne sposoby, ale także w różnym natężeniu. Istoty żyjące posiadają jeszcze jeden element: pranę. Jest to siła życiowa, podstawowa energia odpowiadająca za fizyczne, umysłowe i duchowe zdrowie oraz siłę.

### Właściwości
Każdemu żywiołowi ajurweda przypisuje zestaw właściwości i cech, czyli guny. Można je połączyć w przeciwstawne pary, w których każda właściwość lub cecha stanowi kraniec spektrum. Wyróżnia się dziesięć par: suchy - tłusty, lekki - ciężki, ruchliwy - statyczny, szorstki - gładki, zimny - gorący, przejrzysty - zamglony, twardy - miękki, płynny - gęsty, ostry - tępy, subtelny - pokaźny.

### Konstytucje
Żywioły i właściwości łączą się w konstytucje zwane doszami, które opisują odzwierciedlanie się natury w danej jednostce. Ajurweda wyróżnia trzy dosze: vata, pitta i kapha. Vata, składająca się z powietrza, reguluje ruchy ciała i układ nerwowy, a jej zaburzenia prowadzą do bezsenności i trosk. Pitta odpowiada za metabolizm i ciepło, a brak w niej równowagi może wywoływać złość i problemy trawienne. Kapha wzmacnia strukturę fizyczną, a jej nadmiar przyczynia się do problemów z wagą i ospałości. Tak jak w przypadku żywiołów, wszystkie trzy dosze występują w każdej jednostce, jednak w różnym natężeniu. To, w jakich proporcjach dosze przejawiają się w danej jednostce, ajurweda nazywa pierwotną konstytucją, czyli prakriti.

### Prana
Prana w sanskrycie oznacza „oddech” i jest rozumiana jako siła podtrzymująca życie, energia witalna, a to podstawowe założenie ajurwedy i jogi. Energia ta przepływa przez kanały subtelne zwane nadi oraz podtrzymuje życie w ciele i umyśle.

### Agni
Agni to ogień trawienny. To właśnie on pozwala dobrze trawić pokarm i sprawia, że wszystkie składniki odżywcze docierają do tkanek. Dzięki niemu umysł ma moc, aby za pomocą inteligencji i dyscypliny osiągnąć wewnętrzne piękno. Agni oczyszcza ciało z toksyn i produktów przemiany materii.

## Terapia oczyszczająca (panća karma)
Panća karma oznacza dosłownie „pięć działań oczyszczających”. Terapia stanowi głębokie oczyszczenie ciała z nieczystości oraz ponowne odżywienie tkanek, dzięki czemu poprawia się stan zdrowia, a oznaki starzenia się organizmu znikają. Ciało nabiera witalności, dosze są w równowadze, co pozwala na zachowanie dobrego zdrowia oraz harmonii. Pięć działań oczyszczających składających się na zabieg panća karma to:
- Wireczana – oczyszczenie przy zastosowaniu środków przeczyszczających w celu usunięcia nieczystości z jelita cienkiego.
- Basti (dzieli się na niruna oraz anuwasana) – lewatywy z wywarów ziołowych lub olejowych mające za zadanie oczyścić oraz unormować funkcjonowanie jelita grubego.
- Wamana – lewatywy oraz prowokowanie wymiotów w celu usunięcia toksyn z żołądka.
- Nasja – krople do nosa stosowane w celu usunięcia toksyn z obszaru głowy.
- Rakta moksza – upuszczanie krwi lub jej oczyszczanie z wykorzystaniem ziół[22].

W terapii oczyszczającej dużą rolę odgrywają faza przygotowania organizmu (purwa karma) oraz regeneracji (paszat karma). Purwa karma to seria zabiegów rozluźniających i rozgrzewających, na które składają się masaże synchroniczne abhjanga, udwartana – masaże z peelingiem oraz garszana – masaże jedwabnymi rękawicami. Po masażach następują udrożniające kanały energetyczne zabiegi ziołowe, np. baspa sweda – kąpiel parowa z ziołami, nadi sweda – przykładanie wężyka z parą do wybranych punktów na ciele, tapa sweda – sauna lub przebywanie w pobliżu ogniska. Celem purwa karmy jest usunięcie złogów, zbędnych produktów przemiany materii i toksyn z organizmu. Intensywny masaż służy przesunięciu tychże w stronę dużych organów (np. żołądka), dzięki czemu będą mogły zostać usunięte z organizmu podczas panća karmy.
Paszat karma ma miejsce po panća karmie i służy regeneracji i odbudowie organizmu po intensywnym oczyszczaniu. W fazie tej kuracjusz poddawany jest delikatnym, odprężającym masażom i pije wzmacniające zioła. Do potrzeb pacjenta dostosowywana jest również dieta.

## Masaże i zabiegi ajurwedyjskie
Masaż jest terapią, która pozwala odblokować kanały energetyczne (nadi) dla prawidłowego przepływu energii witalnej.
- Abhyanga – jest częścią tradycyjnego ajurwedyjskiego programu oczyszczającego i odmładzającego nazywającego się panća karma. Masaż wykonywany jest przy użyciu dużej ilości ciepłego oleju sezamowego. W trakcie masażu toksyny usuwane są z ciała, a kanały energetyczne odblokowują się, pozwalając na swobodny przepływ energii życiowej. Masaż abhjanga rozpoczynamy od masażu głowy, który może być zrobiony na sucho lub olejem sezamowym. Zwiększa sprawność umysłową i wydolność fizyczną.

- Garszana – wykonywany jest nieco szorstkimi, wyprodukowanymi z surowego jedwabiu rękawicami. Działa jak peeling i polecany jest osobom z przewagą doszy kapha. W salonach kosmetycznych jest stosowany w terapiach antycellulitowych i odchudzających.

- Shirodhara – masaż na trzecie oko. Bardzo głęboko relaksuje, ma wręcz działanie transowe[24]. Polega na polewaniu czoła – okolic tzw. trzeciego oka i nasady włosów strumieniem ciepłego płynu (np. oleju ziołowego). Osoba poddana zabiegowi leży na plecach, na stole do masażu, a terapeutyczny płyn spływa po głowie i włosach przez określoną ilość czasu. Do polewania używa się specjalnego naczynia zawieszonego na stojaku nad głową pacjenta tak, aby strumień płynu spływał z wysokości 8-10 cm, w sposób ciągły, nieprzerwany, powolny i jednostajny[25].